# Championnat de Belgique de football de troisième division 1959-1960
Navigation
saison précédente saison suivante
Le Championnat de Belgique de football Division 3 1959-1960 est la 31e édition du championnat de troisième niveau national de football en Belgique. Il conserve le même format que la saison précédente, à savoir deux séries de 16 équipes, qui se rencontrent deux fois chacune pendant la saison. Les deux champions sont promus en Division 2, tandis que les deux derniers de chaque série sont relégués en Promotion.
Pour cette édition, la répartition des équipes au sein des séries connaît une petite évolution induite par l'évolution de la localisation de participants, au gré des montées et descentes. Au lieu d'un partage « Est-Ouest », on voit un découpage « Nord-Sud ». La « Série » B regroupe des clubs venant de 6 provinces différentes.
Si le FC Turnhout se détache en « A », le groupe « B » est plus âprement disputé. L'Union Namur finit championne en résistant à la pression de Montegnée et de La Louvière. Les « Merles » remontent en « D2 », qu'ils ont quittée 10 ans plus tôt.
Au niveau du maintien, Beveren et Schaerbeek doivent rapidement baisser pavillon, tout comme Mons dans l'autre série. Voorwaarts Tirlemont s'accroche jusqu'au bout, mais c'est l'US Tournai qui a le dernier mot et qui « sauve sa peau ».
À noter que la Province de Namur possède un second club au 3e niveau, pour la première fois depuis la réduction de cet échelon à 2 séries, 7 ans auparavant.

## Déménagement / Changement d'appellation
Le R. Crossing FC Ganshoren (matricule 55), champion de Promotion Série A, à la fin de la saison précédente et donc promu en « D3 », déménage pendant l'intersaison. Le club quitte Ganshoren pour aller s'installer au « stade du Sippelberg » à Molenbeek. Le « matricule 451 » adapte son appellation et devient le R. Crossing Club Molenbeek.

## Clubs participants 1959-1960
32 clubs participent à cette édition, soit le même nombre que lors du championnat précédent. Les clubs dont le matricule est indiqué en gras existent encore de nos jours.

### Série A
| #  | Nom                                                           | Mat. | Ville      | Stades            | En D3 depuis    | Total en D3 | S. précédente     |
| -- | ------------------------------------------------------------- | ---- | ---------- | ----------------- | --------------- | ----------- | ----------------- |
| 1  | Koninklijke Boom Football Club                                | 58   | Boom       | ??                | 1959-1960 (1re) | 3 saisons   | Division 2 16e    |
| 2  | Royal Racing Club de Gand                                     | 11   | Gand       | E. Hielstadion    | 1955-1956 (5e)  | 15 saisons  | 11e Série B       |
| 3  | Royal Uccle Sport                                             | 15   | Uccle      | rue de Neerstalle | 1958-1959 (2e)  | 3 saisons   | 11e Série A       |
| 4  | Athletische Sportvereniging Oostende Koninklijke Maatschappij | 53   | Ostende    | Albertpark        | 1958-1959 (2e)  | 9 saisons   | 4e Série B        |
| 5  | Royal Club Sportif Schaerbeek                                 | 55   | Schaerbeek | Parc Josaphat     | 1947-1948 (13e) | 17 saisons  | 10e Série B       |
| 6  | Koninklijke Willebroekse Sportvereniging                      | 85   | Willebroek | Henry Pickery     | 1953-1954 (7e)  | 20 saisons  | 5e Série B        |
| 7  | Koninklijke Football Club Herentals                           | 97   | Herentals  | ??                | 1956-1957 (4e)  | 15 saisons  | 2e Série A        |
| 8  | Koninklijke Football Club Turnhout                            | 148  | Turnhout   | Villapark         | 1952-1953 (8e)  | 12 saisons  | 5e Série A        |
| 9  | Koninklijke Football Club Eeklo                               | 231  | Eeklo      | ??                | 1956-1957 (4e)  | 6 saisons   | 7e Série B        |
| 10 | Football Club Waaslandia Burcht                               | 557  | Burcht     | ??                | 1958-1959 (2e)  | 3 saisons   | 6e Série B        |
| 11 | Koninklijkie Football Club Izegem                             | 935  | Izegem     | ??                | 1955-1956 (5e)  | 12 saisons  | 8e Série B        |
| 12 | Sportkring Beveren-Waas                                       | 2300 | Beveren    | Freethiel         | 1949-1950 (11e) | 11 saisons  | 13e Série B       |
| 13 | Vrij en Vlug Overpelt-Fabriek                                 | 2554 | Overpelt   | De Leukens        | 1957-1958 (3e)  | 3 saisons   | 12e Série A       |
| 14 | Sportvereniging Waregem                                       | 4451 | Waregem    | Regenboog         | 1954-1955 (6e)  | 10 saisons  | 3e Série B        |
| 15 | Koninklijke Hasseltse Voetbalvereniging                       | 65   | Hasselt    | ??                | 1959-1960 (1re) | 11 saisons  | 1er Prom. Série D |
| 16 | Royal Crossing Club de Molenbeek                              | 451  | Molenbeek  | Sippelberg        | 1959-1960 (1re) | 10 saisons  | 1er Prom. Série A |

### Localisations Série A
| \| W. Burcht Willebroek Boom FC Turnhout Herentals Overpelt Hasselt Uccle Crossing Schaerbeek AS Oostende Izegem Waregem Beveren Eeklo RC Gand \| Localisation des clubs engagés en Division 3A 1959-1960 |
| W. Burcht Willebroek Boom FC Turnhout Herentals Overpelt Hasselt Uccle Crossing Schaerbeek AS Oostende Izegem Waregem Beveren Eeklo RC Gand                                                               |

### Série B
| #  | Nom                                       | Mat. | Ville           | Stades                   | En D3 depuis    | Total en D3 | S. précédente     |
| -- | ----------------------------------------- | ---- | --------------- | ------------------------ | --------------- | ----------- | ----------------- |
| 1  | Royal Football Club Renaisien             | 46   | Renaix          | Parc Lagache             | 1959-1960 (1re) | 11 saisons  | Division 2 15e    |
| 2  | Royale Union Sportive Tournaisienne       | 26   | Tournai         | stade G. Horlait         | 1958-1959 (2e)  | 22 saisons  | 9e Série B        |
| 3  | Royal Fléron Football Club                | 33   | Fléron          | ??                       | 1958-1959 (2e)  | 16 saisons  | 3e Série A        |
| 4  | Royal Albert Elisabeth Club Mons          | 44   | Mons            | stade Ch. Tondreau       | 1952-1953 (8e)  | 28 saisons  | 14e Série B       |
| 5  | Royal Cercle Sportif Brainois             | 75   | Braine-l'Alleud | ??                       | 1957-1958 (3e)  | 9 saisons   | 12e Série B       |
| 6  | Royal Racing Football Club Montegnée      | 77   | Montegnée       | ??                       | 1954-1955 (6e)  | 21 saisons  | 10e Série A       |
| 7  | Royale Association Athlétique Louviéroise | 93   | La Louvière     | ??                       | 1954-1955 (6e)  | 19 saisons  | 2e Série B        |
| 8  | Royal Racing Club Tirlemont               | 132  | Tirlemont       | ??                       | 1957-1958 (3e)  | 8 saisons   | 7e Série A        |
| 9  | Royale Jeunesse Arlonaise                 | 143  | Arlon           | Beau Site                | 1956-1957 (4e)  | 22 saisons  | 9e Série A        |
| 10 | Union Royale Namur                        | 156  | Namur           | stade des Champs-Elysées | 1950-1951 (10e) | 22 saisons  | 8e Série A        |
| 11 | Royal Stade Waremmien Football Club       | 190  | Waremme         | ??                       | 1958-1959 (2e)  | 19 saisons  | 4e Série A        |
| 12 | Koninklijke Daring Club Leuven            | 223  | Kessel-Lo       | ??                       | 1952-1953 (8e)  | 22 saisons  | 13e Série A       |
| 13 | Koninklijke Aarschot Sport                | 441  | Aarschot        | ??                       | 1958-1958 (3e)  | 10 saisons  | 14e Série A       |
| 14 | Voorwaarts Tienen                         | 3229 | Tirlemont       | ??                       | 1951-1952 (9e)  | 10 saisons  | 6e Série A        |
| 15 | Union Sportive du Centre                  | 213  | Haine-St-P.     | ??                       | 1959-1960 (1re) | 7 saisons   | 1er Prom. Série B |
| 16 | Union Basse-Sambre Auvelais               | 4290 | Auvelais        | ??                       | 1959-1960 (1re) | 3 saisons   | 1er Prom. Série C |

### Localisations Série B
| \| Aarschot DC Louvain RC Tirlemont V. Tienen Montegnée Fléron Waremme CS Brainois Renaix US Tournai Mons La Louvière US Centre UR Namur Auvelais Arlon \| Localisation des clubs engagés en Division 3B 1959-1960 |
| Aarschot DC Louvain RC Tirlemont V. Tienen Montegnée Fléron Waremme CS Brainois Renaix US Tournai Mons La Louvière US Centre UR Namur Auvelais Arlon                                                               |

## Résultats et Classements
- Le nom des clubs est celui employé à l'époque

Légende
- Clubs champions et promus en Division 2 la saison suivante
- Clubs relégués en Promotion la saison suivante

Abréviations
 : club relégué de « Division 2 » depuis la saison précédente
 : Clubs promus de « Promotion » depuis la saison précédente

### Classement final - Division 3A
| Rang | Équipe                     | Pts | J  | G  | N | P  | Bp | Bc | Diff |
| ---- | -------------------------- | --- | -- | -- | - | -- | -- | -- | ---- |
| 1    | K. FC TURNHOUT             | 50  | 30 | 22 | 6 | 2  | 83 | 36 | +47  |
| 2    | K. Willebroekse SV         | 45  | 30 | 22 | 1 | 7  | 74 | 29 | +45  |
| 3    | AS Oostende KM             | 40  | 30 | 18 | 4 | 8  | 73 | 32 | +41  |
| 4    | K. Hasseltse VV            | 38  | 30 | 16 | 6 | 8  | 58 | 49 | +9   |
| 5    | R. Crossing Club Molenbeek | 37  | 30 | 14 | 9 | 7  | 56 | 49 | +7   |
| 6    | FC Waaslandia Burcht       | 36  | 30 | 16 | 4 | 10 | 71 | 47 | +24  |
| 7    | K. SV Waregem              | 34  | 30 | 13 | 8 | 9  | 58 | 50 | +8   |
| 8    | K. FC Izegem               | 29  | 30 | 12 | 5 | 13 | 33 | 43 | -10  |
| 9    | K. FC Herentals            | 28  | 30 | 10 | 8 | 12 | 46 | 50 | -4   |
| 10   | V&V Overpelt-Fabriek       | 28  | 30 | 11 | 6 | 13 | 59 | 65 | -6   |
| 11   | K. Boom FC                 | 26  | 30 | 10 | 6 | 14 | 45 | 58 | -13  |
| 12   | R. Uccle Sport             | 24  | 30 | 10 | 4 | 16 | 42 | 61 | -19  |
| 13   | R. RC de Gand              | 21  | 30 | 7  | 7 | 16 | 38 | 48 | -10  |
| 14   | K. FC Eeklo                | 18  | 30 | 7  | 4 | 19 | 41 | 76 | -35  |
| 15   | SK Beveren-Waas            | 14  | 30 | 5  | 4 | 21 | 30 | 68 | -38  |
| 16   | R. CS Schaerbeek           | 12  | 30 | 4  | 4 | 22 | 40 | 86 | -46  |

### Classement final - Division 3B
| Rang | Équipe                 | Pts | J  | G  | N  | P  | Bp | Bc | Diff |
| ---- | ---------------------- | --- | -- | -- | -- | -- | -- | -- | ---- |
| 1    | UR NAMUR               | 43  | 30 | 18 | 7  | 5  | 61 | 39 | +22  |
| 2    | R. Racing FC Montegnée | 41  | 30 | 16 | 9  | 5  | 58 | 33 | +25  |
| 3    | R. AA Louvièroise      | 40  | 30 | 18 | 4  | 8  | 62 | 38 | +24  |
| 4    | K. Daring Club Leuven  | 35  | 30 | 13 | 9  | 8  | 47 | 36 | +11  |
| 5    | R. Stade Waremmien FC  | 34  | 30 | 15 | 4  | 11 | 58 | 52 | +6   |
| 6    | R. RC Tirlemont        | 32  | 30 | 10 | 12 | 8  | 42 | 47 | -5   |
| 7    | US du Centre           | 32  | 30 | 12 | 8  | 10 | 50 | 47 | +3   |
| 8    | R. FC Renaisien        | 30  | 30 | 11 | 8  | 11 | 47 | 32 | +15  |
| 9    | UBS Auvelais           | 30  | 30 | 11 | 8  | 11 | 39 | 41 | -2   |
| 10   | R. Fléron FC           | 30  | 30 | 13 | 4  | 13 | 52 | 52 | 0    |
| 11   | R. Jeunesse Arlonaise  | 29  | 30 | 10 | 9  | 11 | 47 | 42 | +5   |
| 12   | R. CS Brainois         | 25  | 30 | 8  | 9  | 13 | 40 | 54 | -14  |
| 13   | K. Aarschot Sport      | 23  | 30 | 6  | 11 | 13 | 29 | 53 | -24  |
| 14   | R. US Tournaisienne    | 21  | 30 | 6  | 9  | 15 | 41 | 59 | -18  |
| 15   | Voorwaarts Tienen      | 19  | 30 | 8  | 3  | 19 | 39 | 61 | -22  |
| 16   | R. AEC Mons            | 16  | 30 | 5  | 6  | 19 | 38 | 64 | -26  |

### Désignation du «Champion de Division 3»
Le titre de « Champion de Division 3 » est attribué après une confrontation aller/retour entre les vainqueurs de chacune des deux séries.
| Dates                   | Domicile       | Déplacement    | Résultat | Remarques                             |
| ----------------------- | -------------- | -------------- | -------- | ------------------------------------- |
| 1er mai 1960            | UR Namur       | K. FC Turnhout | 3-2      |                                       |
| 8 mai 1960              | K. FC Turnhout | UR Namur       | 3-2      | après prolongation. Replay nécessaire |
| 15 mai 1960             | K. FC Turnhout | UR Namur       | 4-2      |                                       |
| K. FC Turnhout champion |                |                |          |                                       |

Précisons que ce mini-tournoi n'a qu'une valeur honorifique et n'influe pas sur la montée. Les quatre champions de série sont promus.

### Meilleurs buteurs
- Série A : ?
- Série B : ?

## Récépitulatif  la saison
- Champion A: R. FC Turnhout (1er titre en D3)
- Champion B: UR Namur (3e titre en D3)

- Vingtième titre de D3 pour la Province d'Anvers
- Cinquième titre de D3 pour la Province de Namur

| Région flamande (14)            | Région flamande (14) | Province de Brabant (7)      | Province de Brabant (7) | Région wallonne (11)   | Région wallonne (11) |
| ------------------------------- | -------------------- | ---------------------------- | ----------------------- | ---------------------- | -------------------- |
| Province d'Anvers               | 5                    | Région de Bruxelles-Capitale | 3                       | Province de Hainaut    | 4                    |
| Province de Flandre-Occidentale | 3                    | Province du Brabant flamand  | 3                       | Province de Liège      | 4                    |
| Province de Flandre-Orientale   | 4                    | Province du Brabant wallon   | 1                       | Province de Luxembourg | 1                    |
| Province de Limbourg            | 2                    |                              |                         | Province de Namur      | 2                    |

1. ↑  Au niveau footballistique, la province de Brabant est toujours unitaire malgré sa partition territoriale en 1995.

### Admission / Relégation
Turnhout et l'UR Namur montent en Division 2, d'où sont relégués le FC Sérésien et le Racing de Malines, qui pour la première fois depuis 1909 quitte les deux premiers niveaux du football belge.

Beveren-Waas, Mons, Voorwaarts Tienen et le CS Schaerbeek retournent en Promotion, d'où sont promus Jambes, Wezel Sport, le SK Roeselare et Tubantia.